# Lisnagarvey HC
Der Lisnagarvey Hockey Club aus der Ortschaft Hillsborough, County Down, ist einer der erfolgreichsten Hockeyclubs Irlands. "Garvey" wurde im September 1901 im Temperance Institute von Lisburn gegründet. Lisnagarvey ist der ehemalige irische Name von Lisburn. Das 2006 eröffnete Vereinsgelände des LHC mit zwei Kunstrasenplätzen befindet sich rund ein Kilometer östlich von Hillsborough Castle, dem Residenzschloss der britischen Monarchen in Nordirland. Der rund 700 Mitglieder zählenden Verein spielt in den Farben Marine, Hellblau und Weiß und stellt sieben Herrenmannschaften und fünf Damenteams. Über die regionale Ulster Hockey Union gehört der Club der Irish Hockey Association an. Die 1. Herren spielen in der Premier League der Ulster Senior League. 2012 gewann das Team erstmals die parallel dazu ausgespielte Irish Hockey League und nimmt dadurch 2012/2013 erstmals an der Euro Hockey League teil. Dort erreichte das Team nach einem 3:3 gegen den Lille MHC und einem 0:3 gegen den HC Bloemendaal als Gruppenzweiter seiner Vorrundengruppe das Achtelfinale.

## Erfolge Herren
| Europapokalbilanz Herren Feld |                          |        |       |            |
| Jahr                          | Wettbewerb               | Niveau | Platz | Ort        |
| 1971                          | Club Champions Cup       | 1      | 8     | ROM        |
| 1972                          | Club Champions Cup       | 1      | 10    | Frankfurt  |
| 1982                          | Club Champions Cup       | 1      | 7     | Versailles |
| 1989                          | Club Champions Trophy    | 2      | 2     | Lisburn    |
| 1990                          | Club Champions Cup       | 1      | 8     | Frankfurt  |
| 1991                          | Club Champions Trophy    | 2      | 1     | Glasgow    |
| 1992                          | Club Champions Cup       | 1      | 6     | Amsterdam  |
| 1993                          | Cup Winners Trophy       | 2      | 1     | Lille      |
| 1994                          | Cup Winners Cup          | 1      | 7     | Terrassa   |
| 1995                          | Club Champions Challenge | 3      | 1     | Bratislava |
| 1998                          | Club Champions Cup       | 1      | 7     | Terrassa   |
| 2004                          | Cup Winners Trophy       | 2      | 3     | Wien       |
| 2006                          | Club Champions Trophy    | 2      | 3     | Wettingen  |
| 2013                          | Euro Hockey League       | 1      | AF    | Amsterdam  |
| 2017                          | Euro Hockey League       | 1      | AF    | Eindhoven  |

EuroHockey Club Champions Trophy: 1991
EuroHockey Cup Winners Trophy: 1993
EuroHockey Club Champions Challenge: 1995
Irish Hockey League: 2012, 2016
Irish Senior Cup: (21 Erfolge und 2 geteilt)
1924-25, 1926–27, 1944–45, 1945–46, 1950–51, 1951–52, 1957–58, 1959–60, 1965–66, 1969–70, 1970–71, 1987–88, 1988–89, 1989–90, 1990–91, 1991–92, 1992–93, 1993–94, 1996–97, 2002–03, 2004-05
geteilt - 1940-41, 1961–62
Irish Junior Cup: (17 Erfolge)
1954-55, 1955–56, 1957–58, 1958–59, 1959–60, 1961–62, 1962–63, 1966–67, 1969–70, 1971–72, 1972–73, 1973–74, 1976–77, 1986–87, 1989–90, 2002–03, 2010-11
Ulster Senior League:
1924-25, 1933–34, 1937–38, 1938–39, 1944–45, 1949–50, 1950–51, 1951–52, 1952–53, 1953–54, 1954–55, 1959–60, 1960–61, 1964–65, 1965–66, 1969–70, 1971–72, 1976–77, 1977–78, 1980–81, 1989–90, 1990–91, 1991–92, 1993–94, 1994–95, 1996–97, 1998–99, 1999-00, 2000–01, 2001–02, 2010-11, 2013-14

## Weblink
- Offizielle Vereinsseite des Lisnagarvey Hockey Club (englisch)